# Basilinna
A Basilinna a madarak osztályának sarlósfecske-alakúak (Apodiformes) rendjébe és a kolibrifélék (Trochilidae) családjába tartozó nem. Régebben a Hylocharis nembe sorolták ezeket a fajokat.

## Rendszerezésük
A nemet Friedrich Boie német ügyvéd és ornitológus írta le 1831-ben, az alábbi 2 faj tartozik ide:
- fehérfülű kolibri (Basilinna leucotis)
- kaktuszkolibri (Basilinna xantusii)

## Előfordulásuk
Észak-Amerika és Salvador területén honos, valamint az Amerikai Egyesült Államok délnyugati részén is ritkán előfordul. Természetes élőhelyei a szubtrópusi és trópusi síkvidéki és hegyi esőerdők, száraz erdők és cserjések, valamint szántóföldek. Állandó, nem vonuló fajok.

## Megjelenésük
Testhosszuk 9-10 centiméter körüli.